# Bubach (Mamming)
Bubach ist ein Gemeindeteil der Gemeinde Mamming im niederbayerischen Landkreis Dingolfing-Landau. Bis  1972 bildete es eine selbstständige Gemeinde.

## Lage
Das Kirchdorf Bubach liegt im Isar-Inn-Hügelland am gleichnamigen Bach etwa zwei Kilometer südöstlich von Mamming.

## Geschichte
Die Ruralgemeinde Bubach des Landgerichts Landau an der Isar wurde 1818 gebildet, aber bereits 1823 wieder aufgelöst und nach Mamming eingegliedert. Am 21. Oktober 1840 wurde sie jedoch wiedererrichtet, unter Einschluss der 1823 nach Mamming eingegliederten Ortschaften Adlkofen, Graflkofen, Hirnkofen (ehem. Gemeinde Graflkofen), Kuttenkofen und Ruhsam (von der Gemeinde Griesbach). Sie gehörte dann zum 1862 gebildeten Bezirksamt Dingolfing, aus dem 1939 der Landkreis Dingolfing wurde. Die Gemeinde umfasste die Dörfer Berg, Bubach und Dittenkofen sowie die Einöden Attenberg und Schneiderberg. Im Zuge der Gebietsreform in Bayern wurde sie am 1. Januar 1972 in die Gemeinde Mamming eingegliedert.

## Sehenswürdigkeiten
- Benefiziumskirche St. Peter. Das romanische Langhaus und der Turm stammen vermutlich aus dem 12./13. Jahrhundert. Der Chor ist spätgotisch und wurde in der zweiten Hälfte des 15. Jahrhunderts erbaut. Im 17. und 18. Jahrhundert kamen barocke Veränderungen dazu. Bei der Renovierung 1959/1960 wurde eine Kreuzigungsgruppe des Regensburger Künstlers Guido Martini angebracht, die frei über dem Tabernakel hängt. Leopold Hafner gestaltete 2004 den Altarraum neu und schuf den jetzigen Ambo, den Altar und die Tabernakelstehle. Im Oktober 2006 kam eine neue Orgel zur Aufstellung.
- Waldkapelle Groafrauerl

## Bildung und Erziehung
- Schule Bubach der Grund- und Mittelschule Mamming-Gottfrieding

## Vereine
- Bayerischer Bauernverband, Ortsgruppe Bubach
- BBV - Landfrauen Bubach
- Brandschadenhilfsverein Mamming/Bubach
- Freiwillige Feuerwehr Bubach
- Jagdgenossenschaft Bubach
- Krieger- und Soldatenkameradschaft Bubach
- Waldbauernvereinigung Landau a.d.Isar, Ortsverband Bubach
- Unpolitische Wählergemeinschaft Bubach